# Phil Collins
Philip David Charles Collins (født 30. januar 1951 i London), bedre kendt som Phil Collins, er en engelsk pop/rock-musiker. Han er blandt andet kendt som forsanger og trommeslager i rockbandet Genesis. Phil Collins fik sit gennembrud som soloartist i 1981 med albummet "Face Value". Fra dette album, blev "In The Air Tonight" og "If Leaving Me Is Easy" de mest kendte. Han er anerkendt som en af de mest succesfulde artister fra 80'erne. I 80'erne var han den soloartist som havde flest top 40 hits. Han er 1 ud af 3 kunsterne nogensinde som har solgt mere end 100.000.000 plader, både som solo artist og som medlem af et band. Han har selv solgt 150 millioner plader og solgt 150 millioner sammen med Genesis. I en periode solgte han flere plader end bandet, og forklarede dette ved at sige, at det vare nemmere, at "forstå" hans musik.
Phil Collins sang hovedvokal på otte sange, der blev nummer 1 på Billboard Hot 100 i årene 1984-1989; syv sange som solist og en sammen med Genesis. Hans singler, som ofte handler om tabt kærlighed, varierer fra "In the Air Tonight" med dens markante trommelyd over "Sussudio" med dens dansevenlige pop og til mere politiske sange som "Another Day in Paradise". Hans internationale popularitet ændrede Genesis fra et progressiv rockband til et fast navn på hitlisterne og en tidlig MTV-drivkraft. Collins' professionelle karriere begyndte som trommeslager, først med det obskure rockband Flaming Youth og derefter med det mere berømte Genesis. I Genesis sang Phil Collins oprindeligt kun baggrundsvokal for forsangeren Peter Gabriel, men da denne forlod Genesis i 1975 blev Collins forsanger i bandet. Som årtiet sluttede, fik Genesis sit første internationale hit "Follow You Follow Me" som demonstrerede en begyndende musikalsk ændring i retning af pop i forhold til bandets tidlige år. Collins' efterfølgende solokarriere, som har været meget påvirket af hans eget liv, har givet både ham selv og Genesis kommerciel succes. Ifølge Atlantic Records var Collins' totale salg på verdensplan som soloartist over 150 millioner per 2002.

## Tidlige liv og karriere
Da Phil Collins var fem år gammel fik han et legetøjstrommesæt i julegave. Senere lavede hans onkel et provisorisk trommesæt, som Phil Collins brugte regelmæssigt, og hans evner på trommer forbedredes. Som Collins blev ældre, blev dette trommesæt erstattet af et mere komplet trommesæt, som blev købt af hans forældre. Han øvede sig ved at spille ved siden af tv'et og radioen og lærte aldrig at læse og skrive i det konventionelle nodesystem; i stedet udviklede han sit eget.
Collins ledte efter en mulighed for at spille. Han begyndte at få formel undervisning, da han var 14 og blev indmeldt i Barbara Speake Stage School. Han begyndte som barneskuespiller og model og fik sin første større rolle som The Artful Dodger i en London-produktion af Oliver!, et skuespil bygget på Charles Dickens' bog Oliver Twist. Han medvirkede også i Beatles-filmen A Hard Day's Night som en af de hundredvis af skrigende teenagere under den kulminerende koncertsekvens. Selvom han blot var en statist i denne scene, fik Phil Collins et nærbillede helt for sig selv: hans mor var hyret til at finde statister til denne del af filmen, og hun sørgede for at hendes søn fik et kort nærbillede i filmen. Han gik også til optagelsesprøve for rollen som Romeo i Romeo and Juliet fra 1968.
På trods af en begyndende karriere inden for skuespil fortsatte Collins at arbejde sig mod musikken. Mens han gik på Chiswick Community School dannede han et band kaldet The Real Thing, og han blev senere medlem af The Freehold. Med sidstnævnte skrev han sin første sang, som hed "Lying Crying Dying".
Collins' første pladeaftale blev som trommeslager for Flaming Youth, som udgav et enkelt album, Ark 2, i 1969. Det var et konceptalbum inspireret af den nylige medieopmærksomhed omkring månelandingen. Ark 2 fik ingen større kommerciel succes, om end albummet fik positive anmeldelser fra pressen. Melody Maker, et ugentligt engelsk musikmagasin, havde albummet med i en artikel som Månedens popalbum, hvori albummet blev beskrevet som "smukt spillet voksenmusik med behagelige, tætte harmonier". Albummets primære single, "From Now On", fik ikke succes i radioen. Efter et år på turné opløste bandet sig selv på grund af spændinger i bandet og mangel på kommerciel succes.

## Genesis-æraen
I 1970 svarede Collins på en rubrikannonce i Melody Maker som lød på "... en trommeslager som er modtagelig over for akustisk musik og en akustisk 12-strengs-guitarist". Genesis havde indsat annoncen, efter de havde mistet tre trommeslagere i løbet af to album. Optagelsesprøven skete hjemme hos Peter Gabriels forældre. Mulige kandidater spillede numre fra gruppens andet album, Trespass (1970). Collins ankom tidligt, lyttede til de andres optagelsesprøver og lærte stykkerne udenad før det blev hans tur.
Collins vandt optagelsesprøven, og et år senere blev Nursery Cryme (1971) udgivet. Selvom hans rolle vedblev med at være trommeslager og lejlighedsvis baggrundsvokalist i de næste fem år, sang Collins faktisk hovedvokal på to sange: "For Absent Friends" (fra Nursery Cryme) og "More Fool Me" (fra Selling England by the Pound) (1973).
I 1974, mens de var ved at lave albummet The Lamb Lies Down on Broadway, havde Brian Eno (som lavede den elektroniske "Enofikation" af Peter Gabriels stemme på nummeret "Grand Parade of Lifeless Packaging") brug for en trommeslager til sit album Another Green World, og Phil Collins blev sendt af sted som betaling for Brian Enos arbejde med bandet.
I 1975, efter den sidste turné for konceptalbummet The Lamb Lies Down on Broadway, forlod Gabriel gruppen for søge en solokarriere. Collins blev hovedvokalist, efter at det ikke var lykkedes at finde en afløser for Gabriel. Bandet rekrutterede den tidligere Yes- og King Crimson-trommeslager Bill Bruford og senere Chester Thompson til at spille trommer under koncerter, selv om Phil Collins fortsatte med at spille trommerne ved længere instrumentale stykker. Det første album med Collins som hovedvokalist, A Trick of the Tail (1976), nåede den amerikanske top 40 og avancerede til en plads som nummer 3 på de britiske hitlister. Musikmagasinet Rolling Stone skrev: "Det er lykkedes for Genesis at vende den mulige katastrofe ved Gabriels afgang til deres første omfattende amerikanske succes."
Samtidig optrådte Collins i jazzfusion-gruppen Brand X. Bandet indspillede deres første album, Unorthodox Behaviour, med Collins som trommeslager. Da Collins lagde større vægt på arbejdet med Genesis, blev flere Brand X-turneer og album udgivet uden Collins. Han tilskriver Brand X som sin første brug af en trommemaskine så vel som hans første brug af en 8-spors hjemmebåndoptager.
Som årtiet gik på hæld vendte Genesis fra deres progressive rock-rødder til popmusikken. Selv om deres album fra 1978 ...And Then There Were Three... indeholdt progressive rock-indflydelser, så indeholdt det også deres første britiske top 10- og amerikanske top 40-single, "Follow You, Follow Me".
I løbet af 1980'erne skabte gruppen en række succesfulde album, deriblandt Duke (1980), Abacab (1981), Genesis (1983) og Invisible Touch (1986). Sidstnævnte albums titelnummer opnåede en førsteplads på de amerikanske hitlister, og det blev den eneste Genesis-sang, som opnåede dette. Gruppen modtog en MTV "Årets Video"-nominering i 1987 for "Land of Confusion", som var en anden populær single fra albummet, om end de ironisk nok tabte til Peter Gabriels solohit "Sledgehammer". Anmeldelserne var generelt positive; Rolling Stones J.D. Considine skrev "enhver melodi er forsigtigt beskåret således at enhver bevægelse ikke blot leverer en åbenbaring men et solidt hook."
Collins forlod Genesis i 1996 for at fokusere på sin solokarriere; det sidste studiealbum med Collins som forsanger var We Can't Dance fra 1991. Han og Gabriel genforenedes med de andre Genesis-medlemmer i 1999 for at genindspille "The Carpet Crawlers" til Genesis' Turn It On Again: The Hits. I midten af 2000'ernes diskussion om en mulig genforening af Genesis, meddelte Collins, at han ville foretrække at vende tilbage som trommeslager med Gabriel som forsanger. Til sidst blev det meddelt i 2007 at Turn It On Again: The Tour ville blot være med Collins/Rutherford/Banks.

## Solokarriere

### Første succes i begyndelsen af 1980'erne
Et tidligt tema i Collins' musik, om end aldrig nævnt specifikt i hans album, involverede hans daværende bitre skilsmisse. To sange, som han skrev på Genesis-albummet Duke (1980), "Please Don't Ask" og "Misunderstanding", omhandlede opløste parforhold. Mens han indspillede sit første soloalbum, Face Value (1981), nævnte Collins sin skilsmisse som sin vigtigste inspiration.
Collins' ægteskabelige problemer indgik i flere sange på det første soloalbum samt på hans soloalbum året efter Hello, I Must Be Going! (1982). Collins' tidlige album havde en mørk stemning, sædvanligvis omfattende trommer, med sange som "In the Air Tonight" og "I Don't Care Anymore". Om albummet Face Value har han sagt:"Jeg havde en kone, to børn, to hunde, og dagen efter havde jeg ikke noget. Så mange af disse sange skrev jeg, fordi jeg var ved at gennemgå nogle følelsesmæssige forandringer." Dog var der også lejlighedsvis spor af pop – f.eks. var "Behind the Lines" fra Face Value en jazzende genindspilning af en Genesis-sang, som Collins havde været med til at skrive. Face Value blev rost af anmelderne og var også kommercielt et succesfuldt album, som medvirkede til yderligere at profilere Phil Collins. Til gengæld blev efterfølgeren til Face Value, Hello, I Must Be Going!, af mange anmeldere vurderet som en skuffelse, men det indeholdt en kopiversion af The Supremes' "You Can't Hurry Love", som nåede førstepladsen i Storbritannien, og skønt der ikke var yderligere større hits fra albummet, klarede albummet sig kommercielt fint og nåede blandt andet andenpladsen på den britiske albumhitliste, og den forblev på listen i et år.
I 1982 kom Phil Collins til at producere Something's Going On, et soloalbum med Anni-Frid Lyngstad (Frida) fra det tidligere ABBA. Lyngstad, som lige var gået fra sin mand og ABBA-medlemmet Benny Andersson, var blevet meget imponeret af Collins' solopræstationer og det personlige, følelsesmæssige budskab, som hans album havde. Som konsekvens af dette henvendte hun sig til Collins med sit eget soloprojekt. Albummet, der kom ud af dette samarbejde, havde Phil Collins på trommer og indeholdt hitsangen "I Know There's Something Going On" (Russ Ballard) samt Collins' duet med Lyngstad med titlen "Here We'll Stay." En udgave med Lyngstad på alle vokaler blev udgivet som single. I et andet projekt havde Collins spillet trommer to år tidligere på Peter Gabriels tredje album, Peter Gabriel, og det var første tilfælde, hvor Collins anvendte den såkaldte 'gated reverb'-teknik, hvilket kan høres på sangen Intruder. Det siges, at Peter Gabriel "ikke ville have noget metal på albummet" og bad Collins om at undlade at bruge sine bækkener for bedre at være i stand til at koncentrere sig om lyden fra resten af trommesættet. Resultatet blev 'gated reverb' lyden, som Collins opfandt i samarbejde med studieteknikeren Hugh Padgham. Der er tale om en forstærket 'stor trommelyd', som blev en slags varemærke for Collins og også brugt på sange som "In The Air Tonight" og Genesis' "Mama".
Et vendepunkt i Collins' musikalske stil kom, da han blev spurgt om at komponere titelnummeret til filmen Farlig impuls (Against All Odds). Det blev en sang, der oprindeligt havde været indspillet som "How Can You Sit There?" i forbindelse med optagelserne til Face Value, og som han nu ændrede til "Against All Odds (Take a Look at Me Now)". Den følsomme ballade blev øjeblikkeligt en klassiker og strøg ind på førstepladsen på den amerikanske og på andenpladsen på den britiske hitliste, hvor sangen ikke formåede at slå Lionel Richies "Hello" fra førstepladsen. Mange anmeldere er enige om, at dette var begyndelsen på Collins' bevægelse væk fra et hidtil mørkere og mere dramatisk materiale og hen imod en mere poppet og radiovenlig stil. Sangen er senere blevet kopieret af bl.a. Westlife, Mariah Carey og Gavin DeGraw.
I 1984 opnåede Collins på ny opmærksomhed, da han producerede Philip Baileys album Chinese Wall. Han sang sammen med Bailey i en duet fra albummet, "Easy Lover", og denne blev et hit, der nåede andenpladsen på den amerikanske Billboard-hitliste og tilbragte fire uger på førstepladsen i Storbritannien. Collins arbejdede også sammen med blæsersektionen fra Baileys orkester, Earth, Wind & Fire (senere kendt som The Phoenix Horns) op gennem 1980'erne på såvel solo- som på Genesis-numre. I slutningen af 1984 deltog Collins i Band Aid-velgørenhedsprojektet, hvor han spillede trommer på Band Aid-singlen "Feed the World (Do They Know It's Christmas)".

### Status som verdensstjerne
I 1985 blev Collins inviteret til at optræde ved Live Aid-koncerten, og han deltog både på Wembley Stadium i England og på JFK Stadium i Philadelphia i USA. Dette kunne lade sig gøre ved, at han optrådte tidligt på dagen på Wembley både som solist og sammen med Sting, hvorefter han gik om bord i en Concorde, fløj til New York og videre med helikopter til Philadelphia, hvor han optrådte med sit eget materiale og spillede trommer for Led Zeppelin og Eric Clapton.
I samme periode arbejdede Phil Collins sammen med Howard Jones på en genindspilning af Jones' sang "No One Is to Blame" fra albummet Dream into Action. Albummet var en succes, og der var brug for flere singleudspil fra det. I den forbindelse optrådte Phil Collins som trommeslager, korsanger og producer. Phil Collins har også spillet trommer på singler for Robert Plant og Tina Turner. Han har produceret og spillet trommer på Eric Claptons album Behind the Sun og dens efterfølger, August. Med sine mange projekter, der også omfattede en succesrig solokarriere og en sideløbende karriere med Genesis, fik Collins i 1985 en forsidehistorie på musikmagasinet Rolling Stone med titlen 'Phil Collins Beats the Odds'. Det er den eneste gang, Phil Collins har været på forsiden af dette blad.
I begyndelsen af 1985 udgav Collins sit hidtil mest succesfulde album, No Jacket Required. Det indeholdt hitsangene "Sussudio", "One More Night" og "Take Me Home". Albummet havde Sting, Helen Terry og Collins' tidligere Genesis-kollega Peter Gabriel som korsangere. Collins indspillede også den succesfulde sang "Separate Lives", en duet med Marilyn Martin, der nåede førstepladsen i USA efter at have været med i filmen Hvide nætter. Collins opnåede tre amerikanske single-førstepladser i 1985, hvilket var det største antal for en kunstner det år. Albummet No Jacket Required endte med at vinde flere en Grammy-priser, herunder den eftertragtede Grammy for årets album.
No Jacket Required blev af visse anmeldere kritiseret for at være et lidt for "sikkert" album men fik generelt positive anmeldelser og kommerciel succes. En positiv anmeldelse af David Fricke fra Rolling Stone endte med ordene "Efter år på grænsen til kunstrock-scenen har Collins placeret sig solidt på midten. Måske skulle han overveje at afprøve sig selv og sine nye fans' forventninger næste gang." "Sussudio" blev visse steder beskyldt for at lyde lidt for meget som Princes "1999", en anklage som Collins ikke benægtede. Ikke desto mindre røg albummet direkte ind som nummer et i USA og Storbritannien.
I 1988 spillede Collins hovedrollen i filmen Buster, der var baseret på togrøveren Buster Edwards' liv. Filmen fik gode anmeldelser, og Collins lavede tre sange til filmen: "Two Hearts", som han skrev sammen med den legendariske Motown-sangskriver, Lamont Dozier fra Holland-Dozier-Holland, "A Groovy Kind of Love" (tekst af Toni Wine og musik af Carole Bayer Sager, men med melodien fra rondosatsen af Muzio Clementis Sonatina i G-dur, op. 36 nr. 5) samt "Loco in Acapulco" skrevet af Collins og Dozier og sunget i filmen af de legendariske Four Tops.
Året efter, i 1989, udsendte Collins endnu et succesfuldt album, ...But Seriously, som indeholdt hymnen "Another Day in Paradise", der støtter kampen mod hjemløshed, med David Crosby i baggrundskoret. Senere kom Collins til at skrive, synge og spille med på sangen "Hero" på Crosbys album Thousand Roads fra 1993. "Another Day in Paradise" nåede førstepladsen på den amerikanske Billboard-hitliste i slutningen af 1989 og fik en Grammy Award for årets indspilning (1990). Han modtog nogen kritik for sangen for dens budskab om at give penge til de fattige, mens han selv nød sin millionærstatus. Andre hitsange fra albummet var "Something Happened on the Way to Heaven", "Do You Remember?" (kun udgivet i USA) og "I Wish It Would Rain Down", sidstnævnte med hans mangeårige ven Eric Clapton på guitar. Sange om apartheid og hjemløshed viste Collins' drejning mod et mere politisk orienteret materiale. Dette tema gentog sig på hans senere albums. Et live album, Serious Hits... Live!, blev udgivet i 1990.

### Efterfølgende succes i 1990'erne
Collins' salgstal faldt med udgivelsen af albummet Both Sides i 1993. Det var i høj grad et eksperimentelt album, der ifølge Collins selv indeholdt sange, som "var ved at være så personlige, så private, at jeg ikke ville have andres bidrag". Med en mindre poleret studielyd og med færre hurtige sange end hans tidligere album var Both Sides en væsentlig ændring. Collins brugte ingen backingmusikere men sang alle vokaler og spillede alle instrumenter i sit hjemmestudie og brugte grove vokalindspilninger i det endelige resultat. Albummet blev ikke vel modtaget på radiostationerne. Dets to største hits, "Both Sides of the Story" og den mere radiovenlige "Everyday", var i forhold til den tidligere kommercielle succes, han havde oplevet, mindre succesrige.
Collins forsøgte at vende tilbage til musik af en mere poppet karakter med albummet Dance into the Light, som magasinet Entertainment Weekly anmeldte ved at skrive, at "selv Phil Collins måtte vide, at vi alle ville blive trætte af Phil Collins." Albummet indeholdt mindre hits såsom titelnummeret og det Beatles-inspirerede It's in Your Eyes. Selvom albummet opnåede guldplade i USA, solgte det væsentligt mindre end hans forrige albums. På trods af dette var den efterfølgende turné, A Trip Into the Light, stort set udsolgt.
I 1996 dannede Collins The Phil Collins Big Band. Med Collins selv som trommeslager spillede bandet jazzudgaver af Collins' og Genesis' hitsange. The Phil Collins Big Band var på verdensturné i 1998, som inkluderede en koncert ved the Montreux Jazz Festival. I 1999 udgav gruppen cd'en A Hot Night in Paris, som indeholdt bigbandversioner af "Invisible Touch", "Sussudio" og den mere specielle "The Los Endos Suite" fra albummet A Trick of the Tail.
Et Hits-opsamlingsalbum udgivet i 1998 var en succes. Albummets eneste nye nummer, som var en kopiversion af Cyndi Laupers hitsang "True Colours", fik en del spilletid på adult contemporary-hitlister, hvor den opnåede en andenplads. En del af Collins' tidlige musik (f.eks. "I missed Again", "If Leaving Me Is Easy og lignende) og andre succeser var ikke med på opsamlingsalbummet.
Collins nåede længere med hans næste single, "You'll Be in My Heart", fra tegnefilmen Tarzan fra 1999. Soundtracket nåede Top 10, singlen var Collins første på Top 40 i fem år, og Collins vandt en Oscar for bedste sang. Dette var hans tredje nominering i sangskriver-kategorien; de øvrige nomineringer var fra 1985 og 1989. Sangene "Sussudio" og "In Too Deep" var begge med på soundtracket til filmen American Psycho i 2000. Som det også sker i bogen af samme navn, giver seriemorderen Patrick Bateman en længere monolog omhandlende sin kærlighed til Phil Collins' musik.

### Collins i det nye årtusinde
I det nye årtusind har Collins udgivet albummet Testify i 2002. Albummet fik ikke større succes på hitlisterne, selvom singlen "Can't Stop Loving You" (en sang oprindeligt af Leo Sayer) og "Come With Me (Lullaby)" gjorde sig godt på adult contemporary-hitlisterne. Ved årets slutning havde Testify kun solgt 140.000 eksemplarer i USA, men den kastede trods alt endnu en succesfuld verdensturné af sig.
Collins har for nylig meddelt, at han er ved at miste hørelsen på sit ene øre, og i 2003 meldte han ud, at hans kommende soloturné ville blive hans sidste. Han kaldte turneen for First Final Farewell Tour, en sarkastisk henvisning til de gentagne afskedsturneer, andre populære kunstnere har afholdt. I 2006 arbejdede han med Disney om en Broadway-produktion af Tarzan, en musical der fik noget blandede anmeldelser.
Han accepterede en invitation til at spille tromme i "husorkestret" i forbindelsen med festen, der fejrede dronning Elizabeth II's 50 års jubilæum som regent. Han spillede trommer for Paul McCartney, Ozzy Osbourne og Cliff Richard. I 2007 er Collins på turné med Genesis (band) i Europa og Nordamerika og medvirkede i den forbindelse Live Earth-koncerten på Wembley.
I oktober 2009 forlød det, at Collins var i gang et album med kopiversioner af Motown-numre. Han fortalte til en tysk avis: "Jeg vil gerne have sangene til at lyde præcist som originalindspilningerne," og at albummet ville indeholde op imod 30 numre. I januar 2010 udtalte Chester Thompson, at albummet var færdigt og snart ville blive udsendt. Det var det første album, Collins havde udsendt med udelukkende sange skrevet af andre.
Albummet var Going Back, der udkom i efteråret 2010. Albummet nåede hurtigt førstepladsen i Storbritannien, Hen over sommeren forinden havde Collins givet seks koncerter, hvor han udelukkende spillede musik fra Going Back, heriblandt en, der blev optaget til ITV og udsendt på ITV1 kort inden albummets udgivelse.
I marts 2011 meddelte Phil Collins, at han af blandt andet helbredsmæssige årsager ville holde en pause i sin karriere, hvilket ledte til en del skriverier om, at han helt ville trække sig tilbage. Dette blev kort efter bekræftet på hans egen hjemmeside.

## Film, teater og TV
Størstedelen af Collins' filmarbejde har drejet sig om musik. Fire af hans syv sange, der har nået den amerikanske hitlistes førsteplads, stammer fra film-soundtracks, og med musikken til Disneys Tarzan vandt han en Oscar. Collins' skuespillerkarriere har været kort. Som barn medvirkede han i tre film, i to af filmene blot som statist. Udover den tidligere nævnte A Hard Day's Night (1964) spillede Phil Collins sin første hovedrolle i filmen Calamity the Cow (1967).
Collins skrev og indspillede titelsangen til Against All Odds i 1984. Sangen indbragte ham den første af hans syv amerikanske førstepladser og en Oscar-nominering for bedste sang. Overraskende nok blev Collins ikke bedt om at optræde med sangen ved Oscar-uddelingen, selvom han var blandt publikum og havde tilrettelagt sin turné, så den passede med uddelingen. Der er spekulationer om, at Oscar-akademiet, på trods af deres nominering af ham, ikke vidste, hvem han var. En notits til Collins' pladeselskab fra co-produceren for tv-udsendelsen, Larry Gelbart, forklarede den manglende invitation med ordene, "Tak for deres bemærkning omhandlende 'Phil Cooper' (citationstegn tilføjet). Jeg er dog ked af at meddele, at pladserne allerede er blevet fyldt ud". I stedet kunne Phil Collins se Ann Reinking spille hans sang. I årene efter dette informerede Collins sit publikum, at "Frøken Ann Reinking er ikke her i aften, så jeg må nok hellere selv synge min sang", før han spillede "Against All Odds".
Collins indspillede "Separate Lives", som han ikke selv havde skrevet, til filmen Hvide nætter (1985). Singlen var en duet med Marilyn Martin, som endnu engang nåede førstepladsen for Collins samt endnu en Oscar-nominering (da konkurrencen er for bedste sangskriver, var Collins ikke selv nomineret). Sangen havde paralleller til hans første to album. Tekstforfatteren Stephen Bishop bemærkede, at han var inspireret af mislykkede forhold og kaldte "Separate Live" "en sang om vrede". 
Collins' første filmrolle, siden han blev musiker, kom i 1988 med filmen Buster. Hans fortolkning af "Groovy Kind of Love", oprindeligt en single med The Mindbenders fra 1966, nåede førstepladsen. Filmen affødte desuden hitsangen "Two Hearts", som han skrev sammen med den legendariske Motown-sangskriver Lamont Dozier. Filmanmelderen Roger Ebert udtalte, at rollen som Buster var "spillet overraskende effektivt" af Collins, selvom filmens soundtrack blev en større succes end filmen.
Hans efterfølgende filmroller var betydeligt mindre end Buster, med filmen Frauds fra 1993 som den eneste, han spillede hovedrollen i. Han optrådte kort i Steven Spielbergs Hook (1991) og And the Band Played On (1993). Han lagde også stemme til to tegnefilm, Balto (1995) og Junglebogen 2 (2003). Et længe diskuteret men aldrig gennemført projekt var en film med titlen The Three Bears. Oprindeligt skulle han her spille sammen med Danny DeVito og Bob Hoskins, men det lykkedes aldrig at få skabt et ordentlig manuskript.
Collins indspillede selv soundtracket til tegnefilmen Tarzan (1999) for The Walt Disney Company. Han vandt en Oscar for sangen "You'll Be in My Heart", som han spillede ved det års Oscar-uddeling såvel som ved det Disney-tematiske halvlegsshow ved Super Bowl. Sangen indspillede han også på blandt andet spansk, og det blev hans eneste placering på Billboards Hot Latin Tracks. Disney hyrede ham sammen med Tina Turner i 2003 til at lave soundtracket til en anden tegnefilm, Bjørne Brødre, og han en del radiospilletid med nummeret "Look Through My Eyes".
På tv har han to gange været vært på Billboard Music Awards. Han har også optrådt i et afsnit af serien Miami Vice med titlen Phil the Shill, i hvilket han spiller en svindlende bondefanger. Han har endvidere gæsteoptrådt i flere sketches med The Two Ronnies. Senest har han kort optrådt i tv-serien Whoopi.
I 2005 blev Collins' arbejde med Bjørnebrødre udvidet, da Disney valgte at bruge sangen "Welcome" som kendingsmelodi til Walt Disneys Parade of Dream, en parade, der fejrede 50-års jubilæet for Disneyland. Året efter, i 2006, blev Disneys Tarzan omformet til en musical på Broadway. Collins bidrog med elleve nye sange og instrumentalstykker og var dybt involveret i produktionen. I modsætning til i filmen, hvor Collins sang alle sange, var det skuespillerne, der sang i teaterudgaven.
Collins optrådte som sig selv i 2006 i PlayStation Portable- og Playstation 2-spillet Grand Theft Auto: Vice City Stories, som foregik i 1984. Han optræder i tre missioner, hvor man skal forsøge at redde ham fra en bande, der prøver at slå ham ihjel. Den sidste mission foregår under hans koncert, hvor spilleren må prøve at forsvare sceneopstillingen mod sabotage, mens Phil Collins samtidig optræder med "In the Air Tonight". Efterfølgende har spilleren muligheden for at se Phil Collins' optræden med nummeret. "In the Air Tonight" indgår desuden i soundtracket for filmen Agua Teen Hunger Force Colon Movie Film For Theaters.

## Privatliv
Collins var gift med Andrea Bertorelli fra Canada som han mødte i en dramaklasse i London i 1975. De fik en søn sammen, Simon Collins, og Phil Collins adopterede Bertorellis datter Joely Collins, som nu er en canadisk skuespiller. De blev skilt i 1980 og Collins indrømmer de vrede følelser af skilsmissen som en del af hans hit In the Air Tonight.
Collins og hans anden kone, Jill Tavelman, var gift fra 1984 til 1996. De fik en datter sammen, Lily. Collins indrømmer åbent at en del af deres skilsmisserelaterede korrespondance skete via telefax (en, som omhandlede adgang til deres datter, blev gengivet i avisen The Sun), men nægter at dette var en overraskelse for hans kone.
Collins giftede sig med sin tredje kone, Orianne Cevey, i 1999. Parret fik to sønner sammen, Nicholas og Matthew. De boede i Schweiz med udsigt til Genevesøen, indtil de meddelte deres separation den 16. marts 2006. Collins har sagt, at han vil vedblive med at bo i Schweiz for at være tæt ved sine børn. Han kom igen sammen med sin ekskone i 2016, men de gik fra hinanden igen i 2020, efter at hun havde giftet sig i al hemmelighed i Las Vegas, samme år.
Collins støtter dyrevelfærd og PETA. I 2005 donerede han trommestikker med sin autograf til støtte for PETAs kampagne mod Kentucky Fried Chicken. Collins er tilhænger af fodboldklubben Tottenham Hotspur, omend han tidligere også har erkendt sin forkærlighed for West Bromwich Albion.

## Diskografi

### Album
- Face Value (1981)
- Hello, I Must Be Going! (1982)
- No Jacket Required (1985)
- ...But Seriously (1989)
- Both Sides (1993)
- Dance into the Light (1996)
- Testify (2002)
- Going Back (2010)

### Nummer 1 singler
| 1982 | "You Can't Hurry Love"                     | 1  | 10 |
| 1985 | "One More Night"                           | 4  | 1  |
| 1985 | "Against All Odds (Take a Look at Me Now)" | 2  | 1  |
| 1985 | "Easy Lover" (med Philip Bailey)           | 1  | 2  |
| 1985 | "Sussudio"                                 | 12 | 1  |
| 1985 | "Separate Lives" (med Marilyn Martin)      | 4  | 1  |
| 1988 | "A Groovy Kind of Love"                    | 1  | 1  |
| 1988 | "Two Hearts"                               | 6  | 1  |
| 1989 | "Another Day in Paradise"                  | 2  | 1  |

## Filmografi

### Film
| År   | Titel                   | Rolle                   | Noter   |
| ---- | ----------------------- | ----------------------- | ------- |
| 1964 | A Hard Day's Night      | Seated Fan with Necktie |         |
| 1967 | Calamity the Cow        | Mike Lucas              |         |
| 1968 | Chitty Chitty Bang Bang | Vulgarian Child         |         |
| 1970 | I Start Counting        | Ice Cream Vendor        |         |
| 1988 | Buster                  | Buster Edwards          |         |
| 1991 | Hook                    | Inspector Good          |         |
| 1993 | Frauds                  | Roland Copping          |         |
| 1993 | And the Band Played On  | Eddie Papasano          | Tv-film |
| 1995 | Balto                   | Muk / Luk (stemme)      |         |
| 2003 | Junglebogen 2           | Lucky (stemme)          |         |

### Tv
| År   | Titel                 | Rolle       | Noter                                |
| ---- | --------------------- | ----------- | ------------------------------------ |
| 1965 | R3                    | Terry       | Episode: "Unwelcome Visitor"         |
| 1966 | Thirty-Minute Theatre | Gwyn        | Episode: "A Letter from the Country" |
| 1985 | Miami Vice            | Phil Mayhew | Episode: "Phil the Shill"            |

### Computerspil
| År   | Titel                               | Rolle             | Noter |
| ---- | ----------------------------------- | ----------------- | ----- |
| 2006 | Grand Theft Auto: Vice City Stories | Sig selv (stemme) |       |

## Yderligere læsning
- Craig Rosen, The Billboard Book of Number One Albums. Billboard Books, New York. 1996. ISBN 0-8230-7586-9 (To essays om Collins)